# ジェームズ1世 (スコットランド王)
ジェームズ1世（James I, 1394年7月 - 1437年2月20日/21日）は、ステュアート朝のスコットランド王（在位：1406年4月6日 - 1437年2月21日）である。

## 波乱の幼少期
ジェームズ1世はロバート3世と王妃アナベラ・ドラモンドの三男として生まれた。1402年3月、兄のデイヴィッド（David Stewart）が幽閉先のファイフのフォークランド宮殿で原因不明の死を遂げると、1404年12月にロスシー公・キャリック伯に叙爵された。
父王ロバート3世は長男デイヴィッドの死が幽閉時の監督責任者であった王弟オールバニ公ロバートによる暗殺ではないかと疑った。そこで1406年にロバート3世は当時まだ11歳だったジェームズを保護するために同盟国フランスの宮廷に送ることにした。しかし、その航海の途中でジェームズの乗った船が当時フランスと敵対していたイングランド勢に拿捕され、そのままイングランド王ヘンリー4世の許へ送られた。伝えられるところでは、ジェームズが捕らえられたことを知った父王ロバート3世はその失意がもとで崩御したという。

## イングランドでの人質生活
イングランド王ヘンリー4世はスコットランドに対してジェームズの身代金を要求した。だがロバート3世亡き後摂政として国政を行っていた叔父オールバニ公ロバートはなかなか身代金を払おうとしなかった。1402年の9月にホームドンの丘の戦いで息子マードックが捕虜になった折に、捕虜交換でいち早く帰還させたのとは対照的である。結局ジェームズは18年間をイングランドで過ごすことになる。
ジェームズを拘束したヘンリー4世は、この若い（名目上の）スコットランド王をロンドンに近くて安全で広いカントリー・ハウスであるウィンザー城に留め、そこで教育も与えた。そして人質生活が長くなるにつれて、イングランドの対外政策にも変化が出てきた。フランス戦線で圧勝したヘンリー5世はその余裕からジェームズを厚遇し、さらにヘンリー5世が急死してヘンリー6世が即位すると、イングランド国内の混乱からイングランドはフランス並びにその同盟国であるスコットランドに一定の配慮を行う必要が生じ、ジェームズはさらに厚遇されるようになった。
1420年にジェームズの叔父オールバニ公ロバートが亡くなると、スコットランド側はジェームズの身代金として4万ポンドを支払った。そして1424年5月にようやくスコットランドへの帰国がかない、すぐにスコットランドのスクーン修道院で戴冠式を行い、正式にスコットランド国王として即位した。

## 結婚と家族

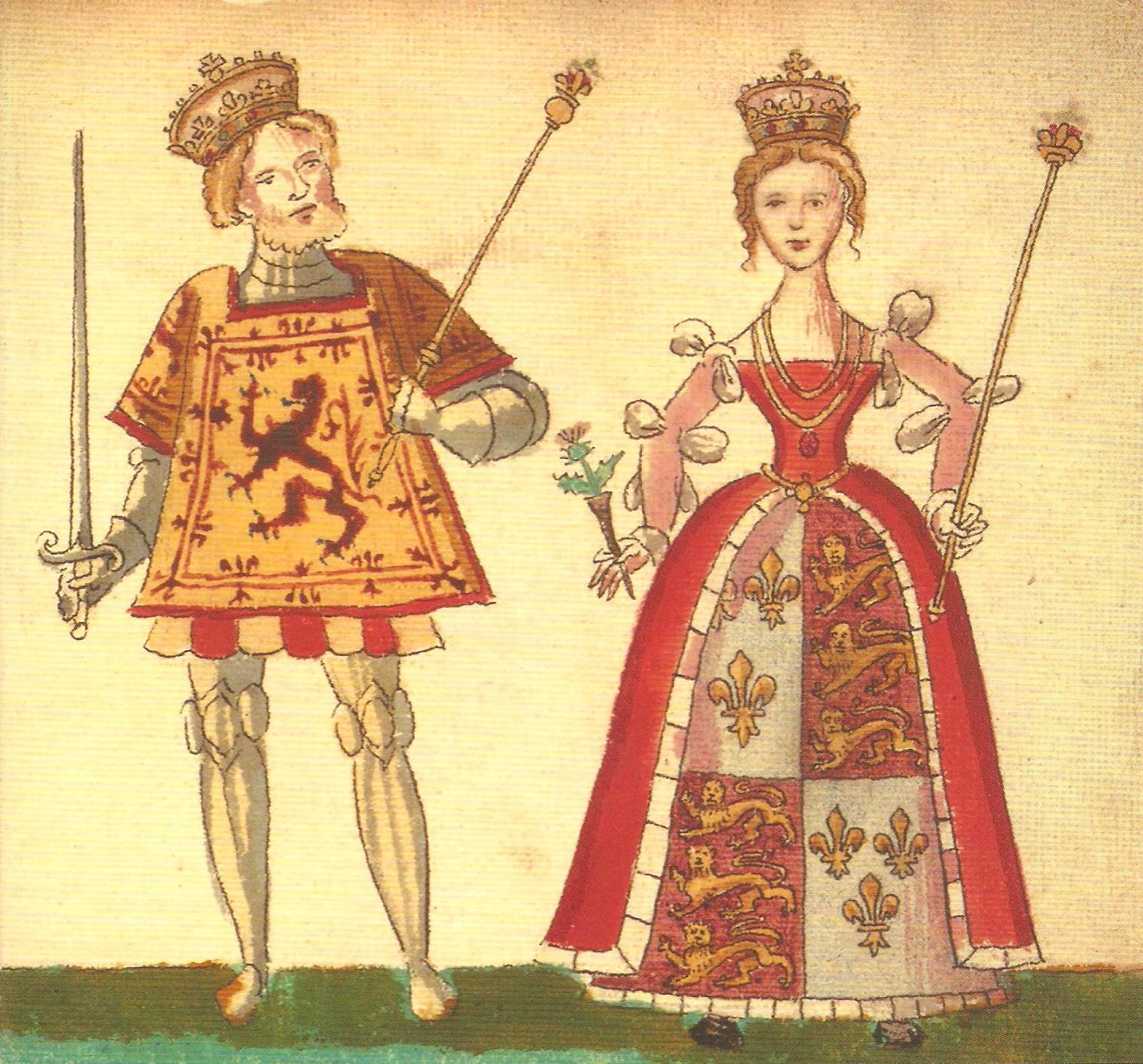
ジョウン・ボーフォートとジェームズ1世

イングランドの捕虜となっていたジェームズも最終的には賓客扱いにまで厚遇され、イングランド貴族の娘たちとの交際も認められた。ジェームズはヘンリー5世の従妹でジョン・オブ・ゴーントの孫娘であるジョウン・ボーフォートと恋に落ち、恋文代わりの詩「王の献辞」（The Kingis Quair）をジョウンに送っている。この詩は初期スコットランド文学でも有名な作品の一つであり、ウィンザー城時代にジェームズがイングランド最高の教育を受けていたことがうかがえる。
スコットランドへの帰国に先立つ1424年2月12日にロンドンのサザーク大聖堂で挙式を行った。2人の間には8人の子供が生まれた。
- マーガレット（1424年 - 1445年） - フランス国王ルイ11世と結婚した。
- イザベラ（1426年 - 1494年） - ブルターニュ公フランソワ1世と結婚した。
- エレノア（1433年 - 1484年） - オーストリア大公ジークムントと結婚した。
- メアリー（? - 1465年） - ヴォルフェルト6世・ファン・ボルセレン（Wolfart VI van Borsselen：後のフランス元帥）と結婚した。
- ジョウン（1428年頃 - 1486年） - 初代モートン伯ジェームズ・ダグラスと結婚した。
- アレグザンダー（1430年 - 1430年） - ジェームズ2世の双子の兄だが夭逝。
- ジェームズ2世（1430年 - 1460年）
- アナベラ - ジュネーヴ伯ルイ・ド・サヴォワと結婚したが離婚し、第2代ハントリー伯ジョージ・ゴードンと再婚した（1471年7月24日離婚）。

## 国王としての統治

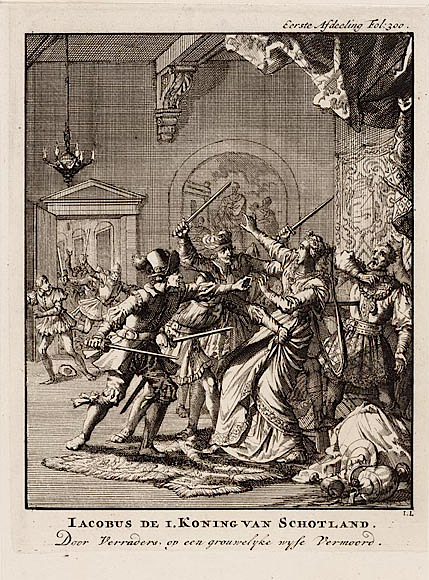
ジェームズ1世の暗殺

1424年にジェームズ1世として正式に即位するとすぐ、ジェームズ1世は国王としての権威・権限を取り戻すための強硬策を開始した。まず、不在の間摂政を務めていたオールバニ公マードックの一族が摂政として王権を専横していたことを罪とし、1425年5月24日にマードックと2人の息子をスターリングのキャッスルヒルで処刑した。
ジェームズ1世は政策面でもスコットランドを厳格に統治し、多くの金融・法律の改革を行った。まず他国と交易するための外貨との交換はスコティッシュ・ボーダーズ内だけに限定した。また彼はスコットランド議会をイングランド風に改造しようとした。さらに外交政策では1428年にフランスとの「古い同盟」 (Auld Alliance) を再開した。その翌年はフランスでジャンヌ・ダルクが登場したが、多くのスコットランド兵が彼女の許で戦っている。1436年の長女マーガレットとフランス王太子ルイ（後のルイ11世）の結婚式も同盟の一環である。
ジェームズ1世の政策全般は効果的ではあったが、多くの人の反感を買った。この反感が、治世後半にジェームズ1世の王位継承権自体を疑問視する声を増長させた。ジェームズ1世の祖父ロバート2世は2度結婚しており、その最初の結婚（ジェームズ1世の祖母エリザベス・ミュアとの結婚）の手続きが正しく行われなかったという疑惑が再燃したのである。正しいスコットランド王位継承権を、法的に疑問がある最初の妻との子孫が得るのか、それとも間違いなく合法的な2番目の妻との子孫が得るのか、議論が生じた。
国王に対する反感の渦巻く1437年2月21日夜、ロバート・グラハム卿率いるスコットランド人集団がパースの修道院に宿泊していたジェームズ1世を暗殺した。しかし民衆の支持は得られず、暗殺劇に関与していた者は次々と捕らえられ、1437年3月にジェームズ1世の叔父アサル伯ウォルターやその孫ロバート・ステュアート卿（2人ともロバート2世の2番目の妻の子孫）らが、4月にグラハム卿が処刑された。